# Retrato de Emiliana Concha de Ossa
El Retrato de Emiliana Concha de Ossa, apodado el Pastel blanco,  es un pastel sobre papel montado sobre lienzo de 219,7 × 120 cm del pintor italiano Giovanni Boldini, fechado en 1888, conservado en la Pinacoteca de Brera de Milán. Su copia exacta se encuentra hoy en una colección privada.

## Historia
En 1888, Boldini creó retratos al pastel de varias mujeres de una gran familia chilena, incluidos los de Amalia Errázuriz de Subercaseaux y sus sobrinas, Emiliana Concha de Ossa y su hermana. El retrato de la joven y elegante Emiliana es el último de estos seis pasteles. Muy contento con éste en el que ve su mayor éxito,  el pintor nunca quiso desprenderse de él y sólo le dio a la retratada una copia perfecta y exacta.
Este retrato es una de las doce obras que Boldini presentó en la Exposición Universal de París de 1889 donde lograron un gran éxito.

## Análisis
El punto de vista ligeramente bajo resalta la esbelta silueta de la joven. Boldini no duda en alargar los brazos y especialmente las manos de la modelo, hasta el punto de exagerar. Este detalle, que evoca las elongaciones manieristas de Ingres, será su reconocido toque personal desde entonces.
El Pastel blanco recuerda a las Sinfonías en Blanco I, II y III que Whistler produjo en la década de 1860, con la diferencia de que Emiliana no es una aparición fantasmal. De frente en el centro del encuadre, con su vestido de noche de raso blanco, sus guantes ligeramente dorados hasta el codo y sus hombros desnudos bajo los ligeros tules del escote en uve de su corpiño, es una belleza viva y carnal que se presenta al espectador.